# 若泽·马里奥·瓦斯
若澤·馬里奧·瓦斯（葡萄牙語：José Mário Vaz，1957年12月10日—），幾內亞比索政治家，曾任幾內亞比索總統。

## 官銜
| 前任： 代總統 曼努埃爾·塞里福·尼亞馬喬 | 幾內亞比索總統 2014年－2020年 | 繼任： 烏馬羅·西索科·恩巴洛 |